# Боован Бадма
Боова́н Бадма́ (также Бадма Боваев, 1880 год, Астраханская губерния, Российская империя — 1917 год, Санкт-Петербург, Российская республика) — калмыцкий просветитель и поэт, буддийский священнослужитель, первый глава Чёёря-хурула.

## Биография
Родился в 1880 году в бедной калмыцкой семье в арване «Келькет» Бага-Чоносовского аймака Малодербетовского улуса Астраханской губернии. В раннем возрасте был отдан в хурул, чтобы там изучать буддизм. В это время в Калмыкии находился бурятский буддийский деятель Агван Доржиев, который увёз Бадму в Тибет, где устроил мальчика в Брайбунском монастыре. В Тибете Бадма прожил последующие 12 лет. Получив образование лхарамбы, Бадма в начале XX века возвратился на родину.
В Калмыкии Боован Бадма организовал в Малых Дербетах буддийскую высшую философскую и богословскую школу при Чёёря-хуруле.
С 1917 года читал лекции по философии буддизма калмыцкой молодёжи в Астрахани и Башанте. В это же время написал несколько философских сочинений на тибетском и калмыцком языках. За это был отлучён буддийскими священнослужителями от служения в буддийских храмах. В начале осени 1917 года переехал в Санкт-Петербург, где надеялся продолжить своё образование. Преподавал в Санкт-Петербургском университете тибетский и калмыцкий языки. В это же время познакомился с российскими монголоведами и тибетологами. Был знаком с С. Ф. Ольденбургом, Ф. И. Щербатским, В. Л. Котвичем и Б. Я. Владимирцовым.
Погиб осенью 1917 года.

## Литературное творчество
Из поэтического наследия Боован Бадмы до нашего времени сохранилась поэма в жанре обличительного сургала на тодо-бичиг под названием «Чикнә хуҗр гидг нертә дун оршва» («Услаждение слуха»), в котором автор предстаёт как буддийский обновленец. В этой поэме он критикует современное ему буддийское духовенство.
Поэма «Услаждение слуха» была переведена на русский язык и опубликована в 102-м томе «Библиотеки всемирной литературы» («Поэзия народов СССР XIX — начала XX века»).